# Xylopia humblotiana
Xylopia humblotiana este o specie de plante angiosperme din genul Xylopia, familia Annonaceae, descrisă de Henri Ernest Baillon. Conform Catalogue of Life specia Xylopia humblotiana nu are subspecii cunoscute.